# Joystick (журнал)
Joystick — французский ежемесячный журнал,  посвящённый компьютерным играм, издававшийся c 1988 по 2012 год.
Журнал начал свой выпуск как еженедельное издание Joystick Hebdo осенью 1988 года в издательстве Cyber Press (Sipress). Автором идеи и основателем журнала является CEO этого издательства Марк Андерсен. В 1990 году журнал сменил своё название на Joystick и начал выходить ежемесячно.
В июне 1993 года журнал был приобретён издательством Hachette Digital Presse, которое в свою очередь было приобретено Future plc в 2003 году. В 2012 году французское подразделение издательства Future было ликвидировано, что стало причиной закрытия многих журналов, среди которых был Joystick. Последний номер журнала вышел в ноябре 2012. В феврале 2013 года компания-издатель компьютерных игр Anuman Interactive купила права на бренд Joystick и в том же году создала лейбл Joystick Replay для выпуска ретро-игр.
Joystick подвергался критике за сексуальную объективацию женщин. Написанная в летнем специальном выпуске обозревателем Кевином Биттерлином рецензия на игру Tomb Raider вызвала волну возмущения. В своей статье Биттерлин написал «подвергать одну из самых знаковых фигур видеоигр таким пыткам — это просто здорово. Я бы даже сказал — весьма захватывающе». Множество возмущенных реакций на публикацию стали толчком к дискуссии о сексизме в компьютерных играх во Франции.
Журнал имел репутацию первопроходца в области новых технологий. Joystick стал одим из первых изданий во Франции выходить в комплекте с компакт-диском, а так же раньше многих других запустившим веб-сайт.